# Hydraena crystallina
Hydraena crystallina är en skalbaggsart som beskrevs av Perkins 1980. Hydraena crystallina ingår i släktet Hydraena och familjen vattenbrynsbaggar. Inga underarter finns listade i Catalogue of Life.